# Podsumowanie startów zespołu Toyota w Formule 1
Zespół Panasonic Toyota Racing założony został na bazie Toyota Motorsport GmbH w 2001 roku. W latach 2002–2009 team brał udział w zawodach Formuły 1, a jego samochody napędzane były silnikami własnej konstrukcji. W roku 2002 Toyota zadebiutowała w Formule 1, wystawiając samochód dla Brytyjczyka Allana McNisha oraz Fina Miki Salo. Pierwsze punkty w Formule 1 zespół zdobył podczas swojego debiutu podczas Grand Prix Australii 2002. 4 listopada 2009 roku zespół wycofał się z mistrzostw.
Podczas startów w Formule 1 zespół Toyoty wziął udział w 139 wyścigach Grand Prix, zdobywając 278,5 punktów.

## Wyniki
Najwięcej punktów Toyota zdobyła w sezonie 2005, gdy za kierownicą bolidu Toyota TF105 zasiedli Jarno Trulli oraz Ralf Schumacher, który został zastąpiony przez Ricardo Zontę podczas GP Stanów Zjednoczonych. W klasyfikacji generalnej kierowców Ralf Schumacher uplasował się na szóstej pozycji i zdobył 45 punktów. Jarno Trulli uplasował się na siódmej pozycji z 43 punktami. Ricardo Zonta nie został sklasyfikowany. Zespół Toyota w klasyfikacji generalnej konstruktorów znalazł się na czwartej pozycji z 88 punktami.
Najmniej punktów zespół Toyota zdobył podczas swojego debiutanckiego sezonu 2002. Za kierownicą bolidu zasiedli wówczas Mika Salo i Allan McNish. W klasyfikacji generalnej kierowców Mika Salo zajął 15 pozycję, uzyskując 2 punkty, natomiast Allan McNish nie zdobył żadnego punktu i znalazł się na 20 pozycji. Toyota w klasyfikacji generalnej kierowców zajęła 9. pozycję z dwoma punktami.
| Legenda oznaczeń w tabelach wyników Wyświetl szablon na nowej stronie | Legenda oznaczeń w tabelach wyników Wyświetl szablon na nowej stronie                                                                     |
| Oznaczenie                                                            | Wyjaśnienie |
| --------------------------------------------------------------------- | --- |
| Złoty                                                                 | Zwycięzca lub mistrzostwo |
| Srebrny                                                               | 2. miejsce lub wicemistrzostwo |
| Brązowy                                                               | 3. miejsce lub II wicemistrzostwo |
| Zielony                                                               | Ukończył, punktował (w klasyfikacji generalnej, gdy zdobył co najmniej jeden punkt na przestrzeni sezonu, poza trzema powyższymi opcjami) |
| Niebieski                                                             | Ukończył, nie punktował (w klasyfikacji generalnej, gdy nie zdobył co najmniej jednego punktu na przestrzeni sezonu)                      |
| Czerwony                                                              | Nie zakwalifikował się (NZ) |
| Czerwony                                                              | Nie prekwalifikował się (NPK) |
| Różowy                                                                | Nie ukończył (NU) |
| Różowy                                                                | Niesklasyfikowany (NS) (w klasyfikacji generalnej, gdy nie został sklasyfikowany w żadnym wyścigu sezonu)                                 |
| Czarny                                                                | Zdyskwalifikowany (DK) |
| Czarny                                                                | Wykluczony (WYK/EX) |
| Biały                                                                 | Nie wystartował (NW) |
| Biały                                                                 | Kontuzjowany (K/INJ) |
| Biały                                                                 | Wyścig odwołany (OD/C) |
| Bez koloru                                                            | Został wycofany (WYC/WD) |
| Bez koloru                                                            | Nie przybył (NP/DNA) |
| Bez koloru                                                            | Nie brał udziału w treningach (NT/DNP) |
| Bez koloru                                                            | Nie został zgłoszony (–) |
| Pogrubienie                                                           | Start z pole position |
| Kursywa                                                               | Najszybsze okrążenie wyścigu |
| †                                                                     | Nie ukończył, ale jego rezultat został zaliczony ze względu na przejechanie więcej niż 90% dystansu wyścigu.                              |
| *                                                                     | Sezon w trakcie |
| 1/2/3                                                                 | Punktowana pozycja w sprincie kwalifikacyjnym                                                                                             |
| Lista systemów punktacji Formuły 1                                    | |

| Sezon | Konstruktor | Kierowcy           | Wyniki w poszczególnych eliminacjach | Wyniki w poszczególnych eliminacjach | Wyniki w poszczególnych eliminacjach | Wyniki w poszczególnych eliminacjach | Wyniki w poszczególnych eliminacjach | Wyniki w poszczególnych eliminacjach | Wyniki w poszczególnych eliminacjach | Wyniki w poszczególnych eliminacjach | Wyniki w poszczególnych eliminacjach | Wyniki w poszczególnych eliminacjach | Wyniki w poszczególnych eliminacjach | Wyniki w poszczególnych eliminacjach | Wyniki w poszczególnych eliminacjach | Wyniki w poszczególnych eliminacjach | Wyniki w poszczególnych eliminacjach | Wyniki w poszczególnych eliminacjach | Wyniki w poszczególnych eliminacjach | Wyniki w poszczególnych eliminacjach | Wyniki w poszczególnych eliminacjach | Wyniki kierowców | Wyniki kierowców | Wyniki konstruktora | Wyniki konstruktora |
| 2002  |             |                    | AUS                                  | MYS                                  | BRA                                  | SMR                                  | ESP                                  | AUT                                  | MON                                  | KAN                                  | EUR                                  | GBR                                  | FRA                                  | DEU                                  | HUN                                  | BEL                                  | ITA                                  | USA                                  | JPN                                  |                                      |                                      | Punkty           | Pozycja          | Punkty              | Pozycja             |
| ----- | ----------- | ------------------ | ------------------------------------ | ------------------------------------ | ------------------------------------ | ------------------------------------ | ------------------------------------ | ------------------------------------ | ------------------------------------ | ------------------------------------ | ------------------------------------ | ------------------------------------ | ------------------------------------ | ------------------------------------ | ------------------------------------ | ------------------------------------ | ------------------------------------ | ------------------------------------ | ------------------------------------ | ------------------------------------ | ------------------------------------ | ---------------- | ---------------- | ------------------- | ------------------- |
| 2002  | Toyota      | Mika Salo          | 6                                    | 12                                   | 6                                    | NU                                   | 9                                    | 8                                    | NU                                   | NU                                   | NU                                   | NU                                   | NU                                   | 9                                    | 15                                   | 7                                    | 11                                   | 14                                   | 8                                    |                                      |                                      | 2                | 15               | 2                   | 9                   |
| 2002  | Toyota      | Allan McNish       | NU                                   | 7                                    | NU                                   | NU                                   | 8                                    | 9                                    | NU                                   | NU                                   | 14                                   | NU                                   | 11                                   | NU                                   | 14                                   | 9                                    | NU                                   | 15                                   | NW                                   |                                      |                                      | 0                | 20               | 2                   | 9                   |
| 2003  |             |                    | AUS                                  | MYS                                  | BRA                                  | SMR                                  | ESP                                  | AUT                                  | MON                                  | KAN                                  | EUR                                  | FRA                                  | GBR                                  | DEU                                  | HUN                                  | ITA                                  | USA                                  | JPN                                  |                                      |                                      |                                      | Punkty           | Pozycja          | Punkty              | Pozycja             |
| 2003  | Toyota      | Olivier Panis      | NU                                   | NU                                   | NU                                   | 9                                    | NU                                   | NU                                   | 13                                   | 8                                    | NU                                   | 8                                    | 11                                   | 5                                    | NU                                   | NU                                   | NU                                   | 10                                   |                                      |                                      |                                      | 6                | 14               | 16                  | 8                   |
| 2003  | Toyota      | Cristiano da Matta | NU                                   | 11                                   | 10                                   | 12                                   | 6                                    | 10                                   | 9                                    | 11                                   | NU                                   | 11                                   | 7                                    | 6                                    | 11                                   | NU                                   | 9                                    | 7                                    |                                      |                                      |                                      | 10               | 13               | 16                  | 8                   |
| 2004  |             |                    | AUS                                  | MYS                                  | BHR                                  | SMR                                  | ESP                                  | MON                                  | EUR                                  | KAN                                  | USA                                  | FRA                                  | GBR                                  | DEU                                  | HUN                                  | BEL                                  | ITA                                  | CHN                                  | BRA                                  | JPN                                  |                                      | Punkty           | Pozycja          | Punkty              | Pozycja             |
| 2004  | Toyota      | Cristiano da Matta | 12                                   | 9                                    | 10                                   | NU                                   | 13                                   | 6                                    | NU                                   | DSQ                                  | NU                                   | 14                                   | 13                                   | NU                                   | -                                    | -                                    | -                                    | -                                    | -                                    | -                                    |                                      | 3                | 16               | 9                   | 8                   |
| 2004  | Toyota      | Olivier Panis      | 13                                   | 12                                   | 9                                    | 11                                   | NU                                   | 8                                    | 11                                   | DSQ                                  | 5                                    | 15                                   | NU                                   | 14                                   | 11                                   | 8                                    | NU                                   | 14                                   | 14                                   | -                                    |                                      | 6                | 14               | 9                   | 8                   |
| 2004  | Toyota      | Ricardo Zonta      | -                                    | -                                    | -                                    | -                                    | -                                    | -                                    | -                                    | -                                    | -                                    | -                                    | -                                    | -                                    | NU                                   | 10                                   | 11                                   | NU                                   | -                                    | 13                                   |                                      | 0                | 23               | 9                   | 8                   |
| 2004  | Toyota      | Jarno Trulli       | -                                    | -                                    | -                                    | -                                    | -                                    | -                                    | -                                    | -                                    | -                                    | -                                    | -                                    | -                                    | -                                    | -                                    | -                                    | -                                    | 11                                   | 12                                   |                                      | 0 (46)           | 6                | 9                   | 8                   |
| 2005  |             |                    | AUS                                  | MYS                                  | BHR                                  | SMR                                  | ESP                                  | MON                                  | EUR                                  | KAN                                  | USA                                  | FRA                                  | GBR                                  | DEU                                  | HUN                                  | TUR                                  | ITA                                  | BEL                                  | BRA                                  | JPN                                  | CHN                                  | Punkty           | Pozycja          | Punkty              | Pozycja             |
| 2005  | Toyota      | Jarno Trulli       | 9                                    | 2                                    | 2                                    | 5                                    | 3                                    | 10                                   | 8                                    | NU                                   | NW                                   | 5                                    | 9                                    | 14                                   | 4                                    | 6                                    | 5                                    | NU                                   | 13                                   | NU                                   | 15                                   | 43               | 7                | 88                  | 4                   |
| 2005  | Toyota      | Ralf Schumacher    | 12                                   | 5                                    | 4                                    | 9                                    | 4                                    | 6                                    | NU                                   | 6                                    | -                                    | 7                                    | 8                                    | 6                                    | 3                                    | 12                                   | 6                                    | 7                                    | 8                                    | 8                                    | 3                                    | 45               | 6                | 88                  | 4                   |
| 2005  | Toyota      | Ricardo Zonta      | -                                    | -                                    | -                                    | -                                    | -                                    | -                                    | -                                    | -                                    | NW                                   | -                                    | -                                    | -                                    | -                                    | -                                    | -                                    | -                                    | -                                    | -                                    | -                                    | 0                | NS               | 88                  | 4                   |
| 2006  |             |                    | BHR                                  | MYS                                  | AUS                                  | SMR                                  | EUR                                  | ESP                                  | MON                                  | GBR                                  | KAN                                  | USA                                  | FRA                                  | DEU                                  | HUN                                  | TUR                                  | ITA                                  | CHN                                  | JPN                                  | BRA                                  |                                      | Punkty           | Pozycja          | Punkty              | Pozycja             |
| 2006  | Toyota      | Ralf Schumacher    | 14                                   | 8                                    | 3                                    | 9                                    | NU                                   | NU                                   | 8                                    | NU                                   | NU                                   | NU                                   | 4                                    | 9                                    | 6                                    | 7                                    | 15                                   | NU                                   | 7                                    | NU                                   |                                      | 20               | 10               | 35                  | 6                   |
| 2006  | Toyota      | Jarno Trulli       | 16                                   | 9                                    | NU                                   | NU                                   | 9                                    | 10                                   | 17                                   | 11                                   | 6                                    | 4                                    | NU                                   | 7                                    | 12                                   | 9                                    | 7                                    | NU                                   | 6                                    | NU                                   |                                      | 25               | 12               | 35                  | 6                   |
| 2007  |             |                    | AUS                                  | MYS                                  | BHR                                  | ESP                                  | MON                                  | KAN                                  | USA                                  | FRA                                  | GBR                                  | EUR                                  | HUN                                  | TUR                                  | ITA                                  | BEL                                  | JPN                                  | CHN                                  | BRA                                  |                                      |                                      | Punkty           | Pozycja          | Punkty              | Pozycja             |
| 2007  | Toyota      | Ralf Schumacher    | 8                                    | 15                                   | 12                                   | NU                                   | 16                                   | 8                                    | NU                                   | 10                                   | NU                                   | NU                                   | 6                                    | 12                                   | 15                                   | 10                                   | NU                                   | NU                                   | 11                                   |                                      |                                      | 5                | 16               | 13                  | 6                   |
| 2007  | Toyota      | Jarno Trulli       | 9                                    | 7                                    | 7                                    | NU                                   | 15                                   | NU                                   | 6                                    | NU                                   | NU                                   | 13                                   | 10                                   | 16                                   | 11                                   | 11                                   | 13                                   | 13                                   | 8                                    |                                      |                                      | 8                | 13               | 13                  | 6                   |
| 2008  |             |                    | AUS                                  | MYS                                  | BHR                                  | ESP                                  | TUR                                  | MON                                  | KAN                                  | FRA                                  | GBR                                  | DEU                                  | HUN                                  | EUR                                  | BEL                                  | ITA                                  | SGP                                  | JPN                                  | CHN                                  | BRA                                  |                                      | Punkty           | Pozycja          | Punkty              | Pozycja             |
| 2008  | Toyota      | Jarno Trulli       | NU                                   | 4                                    | 6                                    | 8                                    | 10                                   | 13                                   | 6                                    | 3                                    | 7                                    | 9                                    | 7                                    | 5                                    | 16                                   | 13                                   | NU                                   | 5                                    | NU                                   | 8                                    |                                      | 31               | 9                | 56                  | 5                   |
| 2008  | Toyota      | Timo Glock         | NU                                   | NU                                   | 9                                    | 11                                   | 13                                   | 12                                   | 4                                    | 11                                   | 12                                   | NU                                   | 2                                    | 7                                    | 9                                    | 11                                   | 4                                    | NU                                   | 7                                    | 6                                    |                                      | 25               | 10               | 56                  | 5                   |
| 2009  |             |                    | AUS                                  | MYS                                  | CHN                                  | BHR                                  | ESP                                  | MON                                  | TUR                                  | GBR                                  | DEU                                  | HUN                                  | EUR                                  | BEL                                  | ITA                                  | SGP                                  | JPN                                  | BRA                                  | ARE                                  |                                      |                                      | Punkty           | Pozycja          | Punkty              | Pozycja             |
| 2009  | Toyota      | Jarno Trulli       | 3                                    | 4                                    | NU                                   | 3                                    | NU                                   | 13                                   | 4                                    | 7                                    | 17                                   | 8                                    | 13                                   | NU                                   | 14                                   | 12                                   | 2                                    | NU                                   | 7                                    |                                      |                                      | 32,5             | 8                | 59,5                | 5                   |
| 2009  | Toyota      | Timo Glock         | 4                                    | 3                                    | 7                                    | 7                                    | 10                                   | 10                                   | 8                                    | 9                                    | 9                                    | 6                                    | 14                                   | 10                                   | 11                                   | 2                                    | NW                                   | -                                    | -                                    |                                      |                                      | 24               | 10               | 59,5                | 5                   |
| 2009  | Toyota      | Kamui Kobayashi    | -                                    | -                                    | -                                    | -                                    | -                                    | -                                    | -                                    | -                                    | -                                    | -                                    | -                                    | -                                    | -                                    | -                                    | -                                    | 9                                    | 6                                    |                                      |                                      | 3                | 18               | 59,5                | 5                   |

### Dostawca silników
| Sezon | Zespół             | Silnik     | Kierowcy           | Wyniki w poszczególnych eliminacjach | Wyniki w poszczególnych eliminacjach | Wyniki w poszczególnych eliminacjach | Wyniki w poszczególnych eliminacjach | Wyniki w poszczególnych eliminacjach | Wyniki w poszczególnych eliminacjach | Wyniki w poszczególnych eliminacjach | Wyniki w poszczególnych eliminacjach | Wyniki w poszczególnych eliminacjach | Wyniki w poszczególnych eliminacjach | Wyniki w poszczególnych eliminacjach | Wyniki w poszczególnych eliminacjach | Wyniki w poszczególnych eliminacjach | Wyniki w poszczególnych eliminacjach | Wyniki w poszczególnych eliminacjach | Wyniki w poszczególnych eliminacjach | Wyniki w poszczególnych eliminacjach | Wyniki w poszczególnych eliminacjach | Wyniki w poszczególnych eliminacjach | Wyniki kierowców | Wyniki kierowców | Wyniki konstruktora | Wyniki konstruktora |
| 2005  |                    |            |                    | AUS                                  | MYS                                  | BHR                                  | SMR                                  | ESP                                  | MCO                                  | EUR                                  | CAN                                  | USA                                  | FRA                                  | GBR                                  | DEU                                  | HUN                                  | TUR                                  | ITA                                  | BEL                                  | BRA                                  | JPN                                  | CNH                                  | Punkty           | Pozycja          | Punkty              | Pozycja             |
| ----- | ------------------ | ---------- | ------------------ | ------------------------------------ | ------------------------------------ | ------------------------------------ | ------------------------------------ | ------------------------------------ | ------------------------------------ | ------------------------------------ | ------------------------------------ | ------------------------------------ | ------------------------------------ | ------------------------------------ | ------------------------------------ | ------------------------------------ | ------------------------------------ | ------------------------------------ | ------------------------------------ | ------------------------------------ | ------------------------------------ | ------------------------------------ | ---------------- | ---------------- | ------------------- | ------------------- |
| 2005  | Jordan Grand Prix  | Toyota V10 | Tiago Monteiro     | 16                                   | 12                                   | 10                                   | 13                                   | 12                                   | 13                                   | 15                                   | 10                                   | 3                                    | 13                                   | 17                                   | 17                                   | 13                                   | 15                                   | 17                                   | 8                                    | NU                                   | 13                                   | 11                                   | 7                | 16               | 12                  | 9                   |
| 2005  | Jordan Grand Prix  | Toyota V10 | Narain Karthikeyan | 15                                   | 11                                   | NU                                   | 12                                   | 13                                   | NU                                   | 16                                   | NU                                   | 4                                    | 15                                   | NU                                   | 16                                   | 12                                   | 14                                   | 20                                   | 11                                   | 15                                   | 15                                   | NU                                   | 5                | 18               | 12                  | 9                   |
| 2006  |                    |            |                    | BHR                                  | MYS                                  | AUS                                  | SMR                                  | EUR                                  | ESP                                  | MCO                                  | GBR                                  | CAN                                  | USA                                  | FRA                                  | DEU                                  | HUN                                  | TUR                                  | ITA                                  | CHN                                  | JPN                                  | BRA                                  |                                      | Punkty           | Pozycja          | Punkty              | Pozycja             |
| 2006  | Midland MF1 Racing | Toyota V8  | Tiago Monteiro     | 17                                   | 13                                   | NU                                   | 16                                   | 12                                   | 16                                   | 15                                   | 16                                   | 14                                   | NU                                   | NU                                   | DK                                   | 9                                    | NU                                   | NU                                   | -                                    | -                                    | -                                    |                                      | 0                | 20               | 0                   | 10                  |
| 2006  | Midland MF1 Racing | Toyota V8  | Christijan Albers  | NU                                   | 12                                   | 11                                   | NU                                   | 13                                   | NU                                   | 12                                   | 15                                   | NU                                   | NU                                   | 15                                   | DK                                   | 10                                   | NU                                   | 17                                   | -                                    | -                                    | -                                    |                                      | 0                | 22               | 0                   | 10                  |
| 2006  | Spyker MF1 Racing  | Toyota V8  | Tiago Monteiro     | -                                    | -                                    | -                                    | -                                    | -                                    | -                                    | -                                    | -                                    | -                                    | -                                    | -                                    | -                                    | -                                    | -                                    | -                                    | NU                                   | 16                                   | 15                                   |                                      | 0                | 20               | 0                   | 10                  |
| 2006  | Spyker MF1 Racing  | Toyota V8  | Christijan Albers  | -                                    | -                                    | -                                    | -                                    | -                                    | -                                    | -                                    | -                                    | -                                    | -                                    | -                                    | -                                    | -                                    | -                                    | -                                    | 15                                   | NU                                   | 14                                   |                                      | 0                | 22               | 0                   | 10                  |
| 2007  |                    |            |                    | AUS                                  | MYS                                  | BHR                                  | ESP                                  | MCO                                  | CAN                                  | USA                                  | FRA                                  | GBR                                  | EUR                                  | HUN                                  | TUR                                  | ITA                                  | BEL                                  | JPN                                  | CNH                                  | BRA                                  |                                      |                                      | Punkty           | Pozycja          | Punkty              | Pozycja             |
| 2007  | AT&T Williams      | Toyota V8  | Nico Rosberg       | 7                                    | NU                                   | 10                                   | 6                                    | 12                                   | 10                                   | NU                                   | 9                                    | 12                                   | NU                                   | 7                                    | 7                                    | 6                                    | 6                                    | NU                                   | 16                                   | 4                                    |                                      |                                      | 20               | 9                | 33                  | 4                   |
| 2007  | AT&T Williams      | Toyota V8  | Alexander Wurz     | NU                                   | 9                                    | 11                                   | NU                                   | 7                                    | 3                                    | 10                                   | 14                                   | 13                                   | 4                                    | 14                                   | 11                                   | 13                                   | NU                                   | NU                                   | 12                                   | -                                    |                                      |                                      | 13               | 11               | 33                  | 4                   |
| 2007  | AT&T Williams      | Toyota V8  | Kazuki Nakajima    | -                                    | -                                    | -                                    | -                                    | -                                    | -                                    | -                                    | -                                    | -                                    | -                                    | -                                    | -                                    | -                                    | -                                    | -                                    | -                                    | 10                                   |                                      |                                      | 22               | 0                | 33                  | 4                   |
| 2008  |                    |            |                    | AUS                                  | MYS                                  | BHR                                  | ESP                                  | TUR                                  | MCO                                  | CAN                                  | FRA                                  | GBR                                  | GER                                  | HUN                                  | EUR                                  | BEL                                  | ITA                                  | SGP                                  | JPN                                  | CNH                                  | BRA                                  |                                      | Punkty           | Pozycja          | Punkty              | Pozycja             |
| 2008  | AT&T Williams      | Toyota V8  | Nico Rosberg       | 3                                    | 14                                   | 8                                    | NU                                   | 8                                    | NU                                   | 10                                   | 16                                   | 9                                    | 10                                   | 14                                   | 8                                    | 12                                   | 14                                   | 2                                    | 11                                   | 15                                   | 12                                   |                                      | 17               | 13               | 26                  | 8                   |
| 2008  | AT&T Williams      | Toyota V8  | Kazuki Nakajima    | 6                                    | 17                                   | 14                                   | 7                                    | NU                                   | 7                                    | NU                                   | 15                                   | 8                                    | 14                                   | 13                                   | 15                                   | 14                                   | 12                                   | 8                                    | 15                                   | 12                                   | 17                                   |                                      | 9                | 15               | 26                  | 8                   |
| 2009  |                    |            |                    | AUS                                  | MYS                                  | CNH                                  | BHR                                  | ESP                                  | MCO                                  | TUR                                  | GBR                                  | GER                                  | HUN                                  | EUR                                  | BEL                                  | ITA                                  | SGP                                  | JPN                                  | BRA                                  | ARE                                  |                                      |                                      | Punkty           | Pozycja          | Punkty              | Pozycja             |
| 2009  | AT&T Williams      | Toyota V8  | Nico Rosberg       | 6                                    | 8                                    | 15                                   | 9                                    | 8                                    | 6                                    | 5                                    | 5                                    | 4                                    | 4                                    | 5                                    | 8                                    | 16                                   | 11                                   | 5                                    | NU                                   | 9                                    |                                      |                                      | 34,5             | 7                | 34,5                | 7                   |
| 2009  | AT&T Williams      | Toyota V8  | Kazuki Nakajima    | NU                                   | 12                                   | NU                                   | NU                                   | 13                                   | 15                                   | 12                                   | 11                                   | 12                                   | 9                                    | 18                                   | 13                                   | 10                                   | 9                                    | 15                                   | NU                                   | 13                                   |                                      |                                      | 0                | 20               | 34,5                | 7                   |

## Podsumowanie

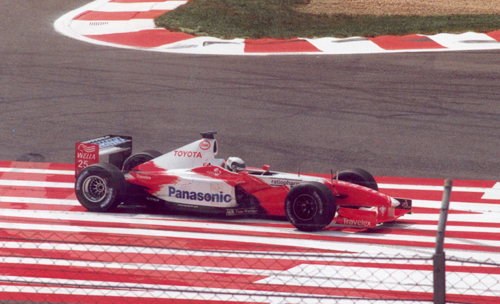
Allan McNish w bolidzie Toyoty w sezonie 2002

| Ważne wyścigi                 | Ważne wyścigi                                                |
| ----------------------------- | ------------------------------------------------------------ |
| Debiut                        | Grand Prix Australii 2002 ( Mika Salo), ( Allan McNish)      |
| Pierwsze pole position        | Grand Prix Stanów Zjednoczonych 2005 ( Jarno Trulli)         |
| Pierwsze punkty               | Grand Prix Australii 2002 ( Mika Salo)                       |
| Pierwsze podium               | Grand Prix Malezji 2005 ( Jarno Trulli)                      |
| Pierwsze najszybsze okrążenie | Grand Prix Bahrajnu 2009 ( Jarno Trulli)                     |
| Ostatni                       | Grand Prix Abu Zabi 2009 ( Jarno Trulli), ( Kamui Kobayashi) |
| Najwyższe pozycje             |                                                              |
| Kwalifikacje                  | 1                                                            |
| Wyścig                        | 2                                                            |

## Statystyki
Źródło: Wyprzedź Mnie!
| Sezon | Zespół                  | Konstruktor | Zgłoszenia | GP  | PKT   | P.  | P1 | P2 | P3 | Punkt. | PP | NO | NS | DK | NZ |
| --- | ----------------------- | ----------- | ---------- | --- | ----- | --- | -- | -- | -- | ------ | -- | -- | -- | -- | -- |
| 2002 | Panasonic Toyota Racing | Toyota      | 33         | 17  | 2     | 9   | -  | -  | -  | 2      | -  | -  | 14 | -  | -  |
| 2003 | Panasonic Toyota Racing | Toyota      | 32         | 16  | 16    | 8   | -  | -  | -  | 7      | -  | -  | 12 | -  | -  |
| 2004 | Panasonic Toyota Racing | Toyota      | 36         | 18  | 9     | 8   | -  | -  | -  | 4      | -  | -  | 9  | 2  | -  |
| 2005 | Panasonic Toyota Racing | Toyota      | 38         | 19  | 88    | 4   | -  | 2  | 3  | 23     | 2  | -  | 4  | -  | 1  |
| 2006 | Panasonic Toyota Racing | Toyota      | 36         | 18  | 35    | 6   | -  | -  | 1  | 12     | -  | -  | 4  | -  | -  |
| 2007 | Panasonic Toyota Racing | Toyota      | 34         | 17  | 13    | 6   | -  | -  | -  | 7      | -  | -  | 10 | -  | -  |
| 2008 | Panasonic Toyota Racing | Toyota      | 36         | 18  | 56    | 5   | -  | 1  | -  | 16     | -  | -  | 7  | -  | -  |
| 2009 | Panasonic Toyota Racing | Toyota      | 33         | 17  | 59,5  | 5   | -  | 2  | 3  | 16     | 1  | 1  | 4  | -  | -  |
| Razem | 1                       | 1           | 278        | 140 | 278,5 | 1x4 | 0  | 5  | 7  | 87     | 3  | 1  | 64 | 2  | 1  |
| Sezon | Zespół                  | Konstruktor | Zgłoszenia | GP  | PKT   | P.  | P1 | P2 | P3 | Punkt. | PP | NO | NS | DK | NZ |
| Zgłoszenia - starty wszystkich samochodów; GP - zaliczone Grand Prix; P. - pozycja końcowa; P1, P2, P3 - pozycje na podium; Punkt. - punktował; PP - pole position; NO - najszybsze okrążenia; NS - niesklasyfikowany; DK - dyskwalifikacje; NZ - nie zakwalifikował się |                         |             |            |     |       |     |    |    |    |        |    |    |    |    |    |

## Informacje techniczne
Źródło: Wyprzedź Mnie!
Bolidy Toyoty w wyścigach były napędzane ich własnymi silnikami. Dostawcami ogumienia dla zespołu były Bridgestone i Michelin.
| Sezon | Zespół                  | Podwozie       | Silnik (Typ)           | Opony       |
| ----- | ----------------------- | -------------- | ---------------------- | ----------- |
| 2002  | Panasonic Toyota Racing | Toyota TF102   | Toyota RVX-02 3,0l V10 | Michelin    |
| 2003  | Panasonic Toyota Racing | Toyota TF103   | Toyota RVX-03 3,0l V10 | Michelin    |
| 2004  | Panasonic Toyota Racing | Toyota TF104 B | Toyota RVX-04 3,0l V10 | Michelin    |
| 2005  | Panasonic Toyota Racing | Toyota TF105 B | Toyota RVX-05 3,0l V10 | Michelin    |
| 2006  | Panasonic Toyota Racing | Toyota TF106 B | Toyota RVX-06 2,4l V8  | Bridgestone |
| 2007  | Panasonic Toyota Racing | Toyota TF107   | Toyota RVX-07 2,4l V8  | Bridgestone |
| 2008  | Panasonic Toyota Racing | Toyota TF108   | Toyota RVX-08 2,4l V8  | Bridgestone |
| 2009  | Panasonic Toyota Racing | Toyota TF109   | Toyota RVX-09 2,4l V8  | Bridgestone |
| Razem | 1                       | 11             | 8                      | 2           |
| Sezon | Zespół                  | Podwozie       | Silnik (Typ)           | Opony       |

## Kierowcy
Źródło: F1Ultra
W kokpitach bolidów japońskiego zespołu na przestrzeni lat zasiadało 10 kierowców. Żaden z nich nie zdołał odnieść zwycięstwa, uzyskali trzy pole position. Najwięcej wyścigów odbył Jarno Trulli.
|     | Kierowca           | Sezony    | Starty | PP | Wygrane | MŚ | Zespół    |
| --- | ------------------ | --------- | ------ | -- | ------- | -- | --------- |
| GBR | Allan McNish       | 2002      | 17     | 0  | 0       |    | fabryczny |
| FIN | Mika Salo          | 2002      | 17     | 0  | 0       |    | fabryczny |
| BRA | Cristiano da Matta | 2003–2004 | 28     | 0  | 0       |    | fabryczny |
| FRA | Olivier Panis      | 2003–2005 | 34     | 0  | 0       |    | fabryczny |
| BRA | Ricardo Zonta      | 2004–2005 | 35     | 0  | 0       |    | fabryczny |
| AUS | Ryan Briscoe       | 2004      | 6      | 0  | 0       |    | fabryczny |
| ITA | Jarno Trulli       | 2004–2009 | 91     | 2  | 0       |    | fabryczny |
| DEU | Ralf Schumacher    | 2005–2007 | 54     | 1  | 0       |    | fabryczny |
| DEU | Timo Glock         | 2008–2009 | 33     | 0  | 0       |    | fabryczny |
| JPN | Kamui Kobayashi    | 2009      | 3      | 0  | 0       |    | fabryczny |